# Kleber Mendonça Filho
Kleber Mendonça Filho, nome completo Kleber de Mendonça Vasconcellos Filho (Recife, 3 novembre 1968), è un regista, sceneggiatore, produttore cinematografico, montatore e critico cinematografico brasiliano.

## Biografia

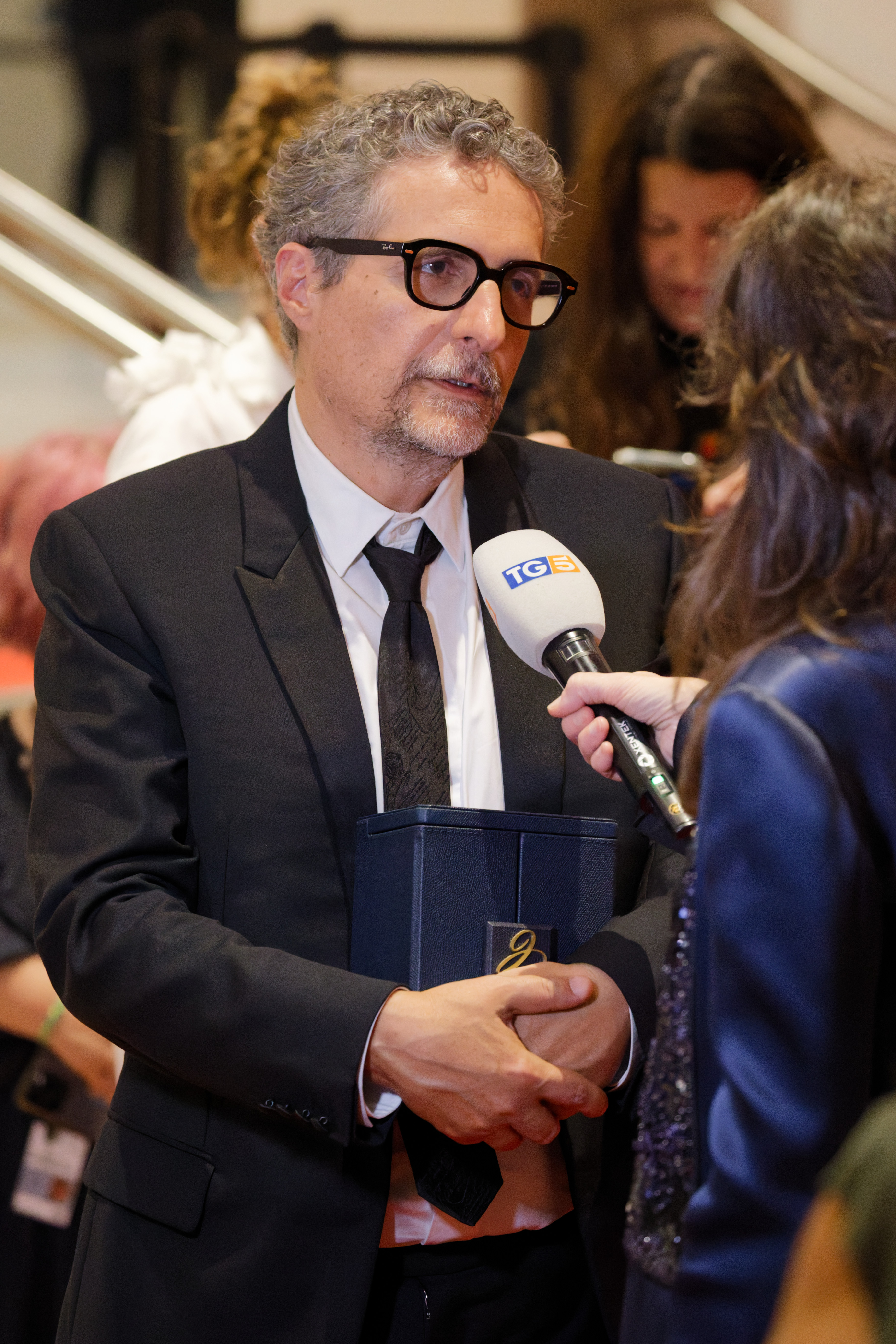
Mendonça Filho premiato al Festival di Cannes 2025.

Figlio di Kleber Mendonça e Joselice Jucá, è nato a Recife dove ha studiato giornalismo presso l'Università federale di Pernambuco. Dopo la laurea ha lavorato come giornalista e critico cinematografico scrivendo per i quotidiani Jornal do Commercio e Folha de S. Paulo e per magazine come Continente e Cinética. Nei primi anni 2000 con la sua casa di produzione CinemaScópio ha iniziato a produrre opere sperimentali, che spaziano dai cortometraggi ai documentari fino ai videoclip. Si è poi fatto un nome grazie alla regia di diversi cortometraggi e documentari.
Nel 2012 Mendonça Filho ha diretto il suo primo lungometraggio, intitolato Il suono intorno. Il film è stato presentato in anteprima all'International Film Festival Rotterdam e successivamente ad altri festival cinematografici internazionali, dove ha vinto numerosi premi. È stato inserito nelle lista dei migliori film del 2012 dal critico del New York Times A. O. Scott. Nel 2016 è stato presentato in concorso al Festival di Cannes il suo secondo film, Aquarius, con protagonista Sônia Braga. L'anno successivo Mendonça Filho è stato scelto come presidente di giuria della sezione Settimana internazionale della critica del Festival di Cannes 2017. Nel 2019 ha diretto di nuovo Sônia Braga, stavolta nella pellicola Bacurau, inserendo nel cast anche l'attore tedesco Udo Kier, con cui ha concorso alla Palma d'oro a Cannes, così come nel 2025 col thriller politico O agente secreto, interpretato da Wagner Moura.

## Filmografia

### Lungometraggi di finzione
- Il suono intorno (O som ao redor) (2012)
- Aquarius (2016)
- Bacurau (2019)
- O agente secreto (2025)

### Documentari
- Crítico (2008)
- Retratos fantasmas  (2023)

### Cortometraggi
- Enjaulado  (1997)
- A menina do algodão (2002)
- Vinil verde (2004)
- Eletrodoméstica  (2005)
- Noite de sexta, manhã de sábado (2006)
- Recife frio (2008)